# Aleš Skokan
Aleš Skokan (né le 17 septembre 1978 en République tchèque) est un joueur tchèque de hockey sur glace qui évolue au poste d'attaquant.

## Carrière en club
Formé en République tchèque, Ales vague entre la 1.Liga et la 2.Liga. Il reçoit durant l'été 2003 de rejoindre les Chiefs de Garges où évoluent déjà deux de ses compatriotes : Jaroslav Sikl, l'attaquant, et Petr Jaros, le défenseur. Avec ses deux compères, il va faire trembler les filets à de nombreuses reprises. Sacré meilleur pointeur de son club deux fois (2004 et 2005), il décide de rejoindre un club plus ambitieux : celui des Coqs de Courbevoie. Il y effectue la plus mauvaise saison statistique depuis son arrivée en France (relativisons tout de même en notant que ce mauvais score est tout de même de 40 points).
Dans ce nouveau club, il avait été accompagné par Petr Jaros mais durant l'été 2007, tous deux décident que finalement l'herbe était plus verte dans le pré gargeois et font le chemin inverse. De retour dans sa patinoire, Ales peut exprimer de nouveau tout son potentiel et termine troisième meilleur marqueur de la ligue, juste derrière les terreurs nocéennes Martin Gascon et Garrett Larson avec 66 points, ce qui lui permet de nouveau de terminer meilleur pointeur de son équipe.
Au début du mois de novembre 2008, Ales Skokan annonce que pour des raisons personnelles, il doit retourner auprès des siens en République tchèque. Ainsi s'achève sa carrière en France, où il aura passé plus de cinq ans dont quatre et demi à Garges. Son dernier match en France aura donc été une défaite 2-13 face à Caen, le 1er novembre 2008 dans sa patinoire fétiche du Val de France.

## Clubs successifs
- HC Vajgar Hradec : jusqu'en 2001
- HC Kometa Brno : en 2001
- Ytong Brno : en 2001
- HC Vajgar Hradec : en 2002
- Chiefs de Garges : de 2003 à 2006
- Coqs de Courbevoie : de 2006 à 2007
- Chiefs de Deuil-Garges : de 2007 à novembre 2008.

## Palmarès
- 2001-2002 :
- 1/4 de finaliste de 2.Liga

## Statistiques
| Saison    | Équipe                 | Ligue  |    | Saison régulière | Saison régulière | Saison régulière | Saison régulière | Saison régulière |   | Séries éliminatoires | Séries éliminatoires | Séries éliminatoires | Séries éliminatoires | Séries éliminatoires |
| Saison    | Équipe                 | Ligue  | PJ | B                | A                | Pts              | Pun              | PJ               | B | A                    | Pts                  | Pun                  |                      |                      |
| 1999-2000 | HC Vajgar Hradec       | 1.Liga | 55 | 21               | 13               | 34               | 30               |                  |   |                      |                      |                      |                      |                      |
| 2000-2001 | HC Vajgar Hradec       | 2.Liga | 9  | 5                | 2                | 7                | 47               |                  |   |                      |                      |                      |                      |                      |
| 2000-2001 | HC Kometa Brno         | 1.Liga | 49 | 21               | 10               | 31               | 12               |                  |   |                      |                      |                      |                      |                      |
| 2001-2002 | Ytong Brno             | 1.Liga | 34 | 5                | 11               | 16               | 14               |                  |   |                      |                      |                      |                      |                      |
| 2001-2002 | HC Vajgar Hradec       | 2.Liga | 8  | 3                | 1                | 4                | 8                |                  |   |                      |                      |                      |                      |                      |
| 2002-2003 |                        |        |    |                  |                  |                  |                  |                  |   |                      |                      |                      |                      |                      |
| 2003-2004 | Chiefs de Garges       | Fra-2  | 28 | 36               | 26               | 62               | 70               |                  |   |                      |                      |                      |                      |                      |
| 2004-2005 | Chiefs de Garges       | Fra-2  | 28 | 34               | 27               | 61               | 46               |                  |   |                      |                      |                      |                      |                      |
| 2005-2006 | Chiefs de Garges       | Fra-2  | 28 | 28               | 18               | 46               | 42               |                  |   |                      |                      |                      |                      |                      |
| 2006-2007 | Coqs de Courbevoie     | Fra-2  | 25 | 21               | 19               | 40               | 14               |                  |   |                      |                      |                      |                      |                      |
| 2007-2008 | Chiefs de Deuil-Garges | Fra-2  | 25 | 32               | 34               | 66               | 42               |                  |   |                      |                      |                      |                      |                      |
| 2008-2009 | Chiefs de Deuil-Garges | Fra-2  | 6  | 3                | 6                | 9                | 10               |                  |   |                      |                      |                      |                      |                      |
| 2008-2009 | HC Vajgar Hradec       | 2.liga | 25 | 20               | 16               | 36               | 10               | 10               | 9 | 6                    | 15                   | 0                    |                      |                      |
| 2009-2010 | HC Vajgar Hradec       | 2.liga | 35 | 20               | 19               | 39               | 22               | 11               | 4 | 3                    | 7                    | 10                   |                      |                      |
| 2010-2011 | HC Vajgar Hradec       | 2.liga | 36 | 23               | 24               | 47               | 22               | 7                | 2 | 7                    | 9                    | 0                    |                      |                      |
| 2011-2012 | HC Vajgar Hradec       | 2.liga | 39 | 13               | 19               | 32               | 6                | 7                | 1 | 5                    | 6                    | 0                    |                      |                      |
| 2012-2013 | HC Vajgar Hradec       | 2.liga | 22 | 5                | 8                | 13               | 14               |                  |   |                      |                      |                      |                      |                      |
| 2013-2014 | HC Vajgar Hradec       | 2.liga | 16 | 2                | 2                | 4                | 4                | 3                | 0 | 0                    | 0                    | 2                    |                      |                      |